# ウクライナの地理

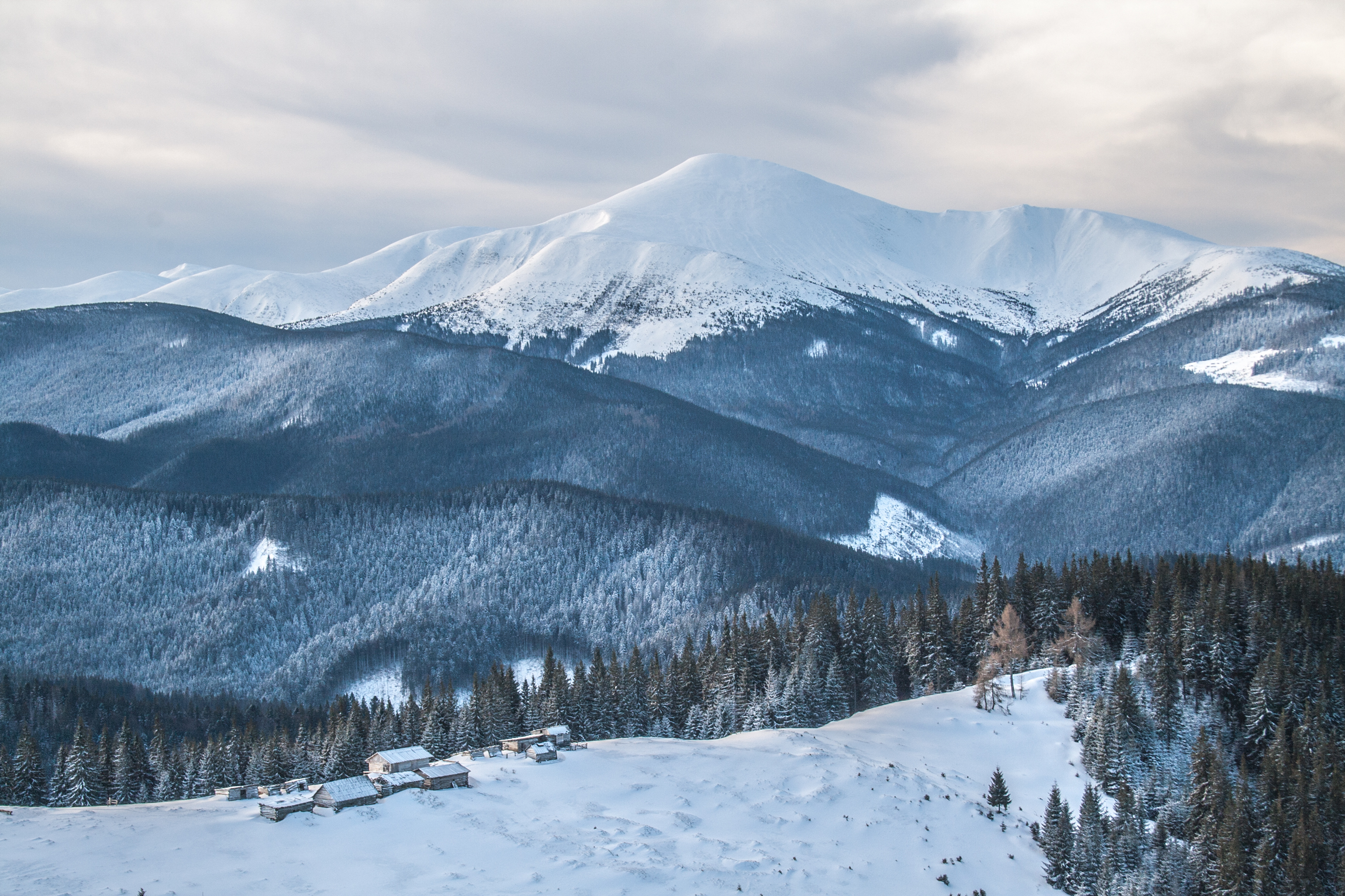
カルパティア国立公園とホヴェールラ山2061 m 、ウクライナで最も高い山

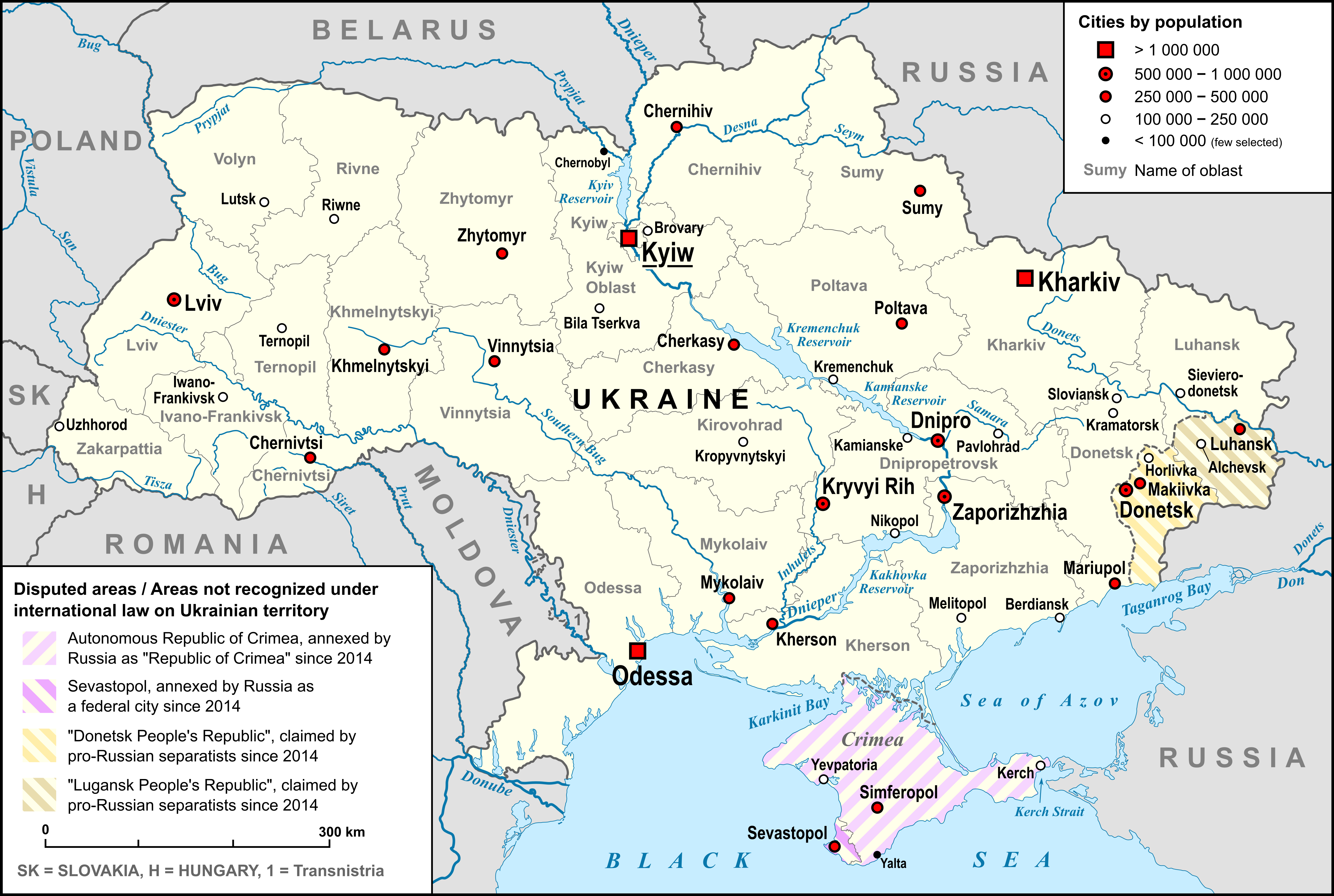

ウクライナの地理（ウクライナのちり）は、平坦で肥沃な草原と高原で構成されており、様々な川が南のアゾフ海に流れ込んでいる。

## 概要
ウクライナの大部分は東ヨーロッパ平原にある。ウクライナは、ロシアに次ぐヨーロッパで2番目に大きな国である。北緯44度から53度、東経22度から41度の間に位置するウクライナは、603,628 km2 (233,062 sq mi)の面積を有する。海岸線は2,782 km (1,729 mi) 。ウクライナの土地は主に肥沃な草原と高原で構成されており、ドニエプル川、ドネツ川、ドニエストル川、南ブーフ川などの川が南に流れて黒海とアゾフ海に流れ込んでいる。南西においては、ドナウデルタによってルーマニアとの国境が定められている。ウクライナの主要な天然資源には、リチウム、天然ガス、カオリン、材木 、および豊富な耕作地がある。北部は大西洋からの偏西風の影響を受け湿潤な気候だが、南部は降水量が少なく乾燥している。また、クリミア半島は、夏は暑くて乾燥した気候であり、冬では地中海特有の温暖な気候である。しかしながら、 1986年のチェルノブイリ原子力発電所の事故による北東部での飲料水の不十分な供給、大気および水質汚染、森林伐採、放射能汚染など、多くの環境問題に直面している。

## 地理的位置
ウクライナは東ヨーロッパにあり、黒海とアゾフ海の北岸に位置する。西はポーランド、スロバキア、ハンガリー、北はベラルーシ、南西はモルドバとルーマニア、東はロシアと国境を接している。
ウクライナの総面積は603,550 km2 (233,030 sq mi) 。また147,318 km2 (56,880 sq mi)の排他的経済水域を有する。ウクライナの国境は合計6,993 km (4,345 mi) 。各国との国境の長さは以下のとおり。ベラルーシ:891 km (554 mi) 、ハンガリー:103 km (64 mi) 、モルドバ:939 km (583 mi) 、ポーランド:428 km (266 mi) 、ルーマニア:南に169 km (105 mi)、西に362 km (225 mi)、ロシア1,974 km (1,227 mi) 、およびスロバキア90 km (56 mi) 。ウクライナはまた海上で3,783 km (2,351 mi)の国境を接している。ロシアとの国境はウクライナで最も長い国境であり、アゾフ海を部分的に通過している。